# タウランガ
タウランガ（Tauranga）は、ニュージーランド北島の北東部にある都市。人口は15万8300人（2022年）で、人口規模は国内第5位である。ベイ・オブ・プレンティ（Bay of Plenty）地方の中心都市。

## 概要

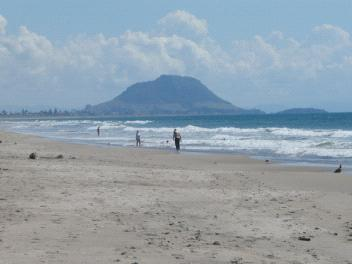
マウンガヌイ山

温暖な気候と美しい自然からリゾート地・保養地としても知られ、マリンスポーツやフライ・フィッシングの拠点として有名である。ニュージーランドで最も人口増加率の高い都市のひとつ。
ニュージーランドのビジネス・国際貿易の中心地であり、文化・ファッションの発信の地でもある。
タウランガ港は貨物量・コンテナ処理量ともに国内最大である。
タウランガ市内から海を隔てたすぐの場所にマウンガヌイ山（Mt.Maunganui）がある。これは標高232mの低い山だが、周囲に他の山がないため非常に目立ち、市内のどこからでも見ることのできるランドマークになっている。また、山の周囲には美しいビーチがあり、海水浴場になっている。

## 歴史
「タウランガ」とはマオリ語で「カヌーの停泊場所」を意味し、マオリ人が最初にニュージーランドにカヌーを接岸した場所とされる。
またこの市は、マオリ人とイギリス人の間で行われたマオリ戦争の舞台でもある。

## 経済
ニュージーランド最大の木材の積出港がある。また大手キウイフルーツ会社「ゼスプリ」（Zespri）の本社がある。

## 姉妹都市
- 煙台市（中華人民共和国）
- 茨城県日立市（日本）
- 高知県須崎市（日本）